# New General Catalogue

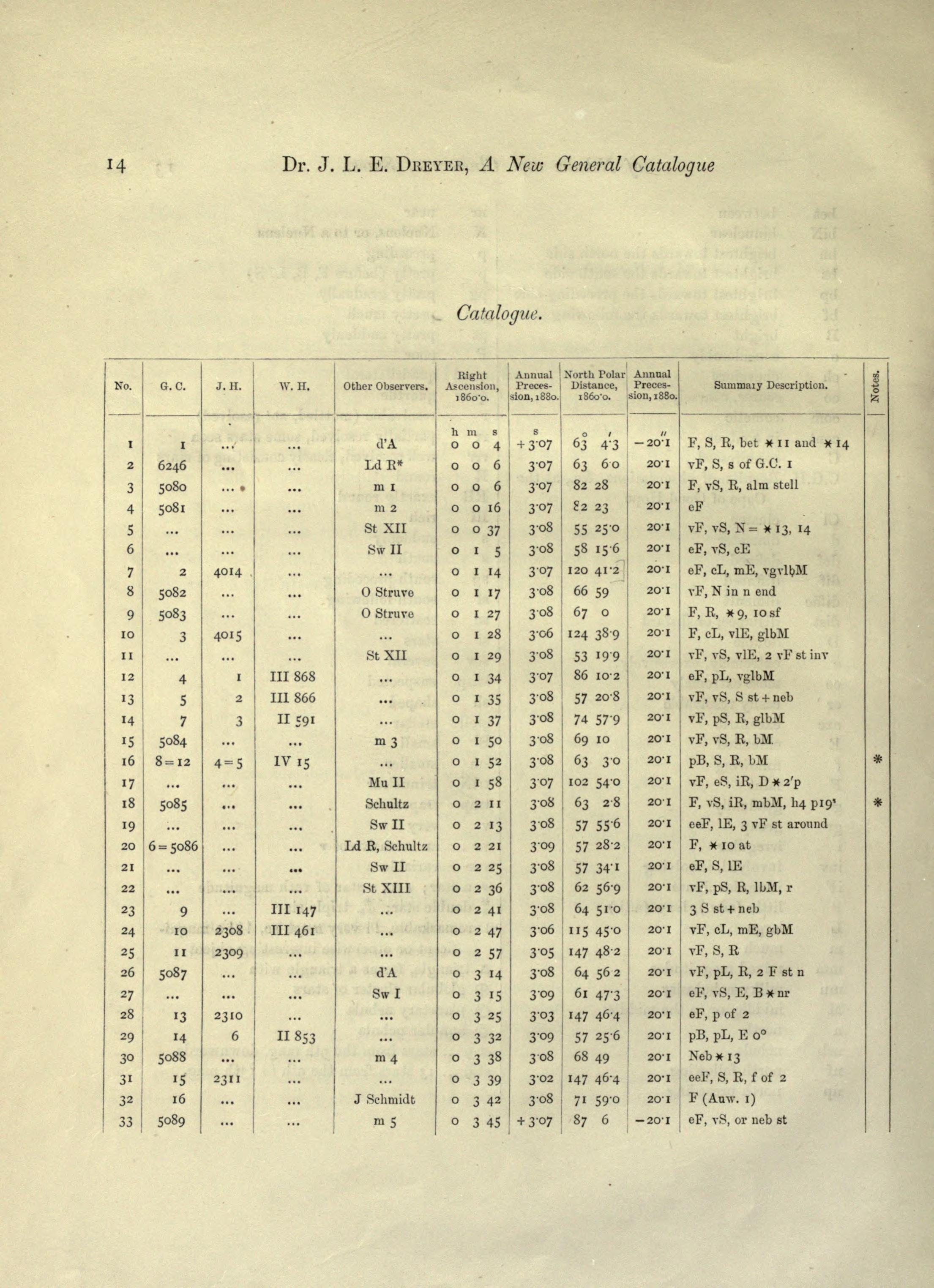
De New General Catalogue voor NGC 1 - NGC 33

De New General Catalogue (NGC) is een catalogus van zogenoemde deep sky objecten, een klasse van hemellichamen. Hij bevat 7840 NGC-objecten die gesorteerd zijn op rechte klimming. De NGC is een belangrijke astronomische catalogus omdat hij een groot aantal heldere objecten bevat, waaronder sterrenstelsels, open sterrenhopen, bolvormige sterrenhopen, emissienevels en planetaire nevels. 

## Geschiedenis
De NGC catalogus werd voorafgegaan door de Catalogue of Nebulæ and Clusters of Stars uit 1786 (met aanvullingen in 1789 & 1802) van William Herschel die geassisteerd werd door zijn zus Caroline Herschel. Deze werd in 1864 opgevolgd door de Catalogue of Nebulæ and Clusters of Stars van de zoon van William Herschel, John Herschel.
De catalogus is opgesteld in de jaren 1880 op verzoek van de Royal Astronomical Society door J.L.E. Dreyer op basis van waarnemingen van vooral William Herschel en gepubliceerd in 1888. 
Later ontdekte objecten zijn gecatalogiseerd in de Indexcatalogus (IC I & IC II), die 5386 objecten bevatten. 
Toen de NGC catalogus werd opgesteld was het nog niet duidelijk dat er andere sterrenstelsels dan de Melkweg in de ruimte aanwezig waren: de objecten, die nu als sterrenstelsel bekend zijn, werden toen "nevel" genoemd. Edwin Hubble ontdekte pas in 1923 dat de spiraalnevels sterrenstelsels zijn die buiten de Melkweg liggen. 
Objecten aan de zuidelijke hemel zijn enigszins minder goed gecatalogiseerd, maar vele zijn waargenomen door John Herschel en de Amerikaanse astronoom DeLisle Stewart (1870-1941). 
De NGC bevatte heel wat fouten die voor het grootste deel zijn verwijderd in de Revised NGC. Zo zijn er vele objecten die 2 of 3 NGC-nummers hebben omdat ze door anderen herontdekt werden, wat bij publicatie nog niet bekend was.

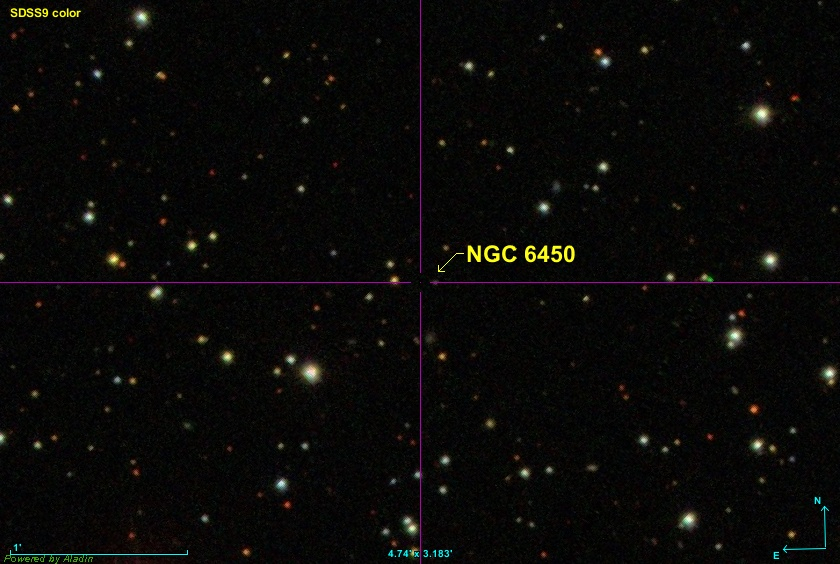
NGC 6450, een niet-bestaand object

Andere objecten kunnen niet geïdentificeerd worden en worden als niet bestaand beschouwd. 
In 1988 bracht Roger W. Sinnott het boek NGC 2000.0 uit met daarin een verbeterde volledige New General Catalogue en Index Catalogue met de hemelposities opgegeven voor de standaardepoche J2000.
De onderzoekers Courtney Seligman en Wolfgang Steinicke hebben in recentere jaren nog meer onopgemerkte fouten ontdekt. Maar voor sommige objecten bestaat nog onenigheid over de juiste identificatie.

## Sterren, dubbelsterren en asterismen
Een deel van de objecten in de New General Catalogue zijn geen nevels maar enkelvoudige sterren, of dubbelsterren zoals Schweizer's dubbelster (NGC 7804), stersystemen en dunbevolkte open sterrenhopen die eigenlijk telescopische asterismen zijn. Relatief heldere sterren zijn eveneens in de NGC te vinden. De ontdekkers meenden dat deze sterren gehuld waren in nevelachtigheid, zoals:
- NGC 771 (50 Cassiopeiae)
- NGC 1988 (ster nabij ζ Tauri)
- NGC 2045 (HD 38263 / SAO 94827)
- NGC 2142 (3 Monocerotis)
- NGC 2167 (HD 41794 / SAO 132848)
- NGC 2542 (19 Puppis)
- NGC 3148 (GM Ursae Majoris / HD 88512)
- NGC 4530 (Beta Canum Venaticorum)
- NGC 5856 (HD 134064 / SAO 101379)
- NGC 6049 (HD 144426 / SAO 121361)
- NGC 7114 (Nova Cygni 1876 / Q Cygni)

## Voorgrondsterren (sterren behorend tot deMelkweg)
Phillip Sidney Coolidge (1830-1863) was een Amerikaans astronoom die op eigen houtje een bijdrage had geleverd aan het tot stand brengen van de New General Catalogue. Echter, van de 9 objecten die Coolidge had ontdekt kon geen enkele ervan echt in de catalogus worden opgenomen, daar ze alle 9 niet als nevelachtig konden worden beschouwd. Coolidge had voorgrondsterren waargenomen. Toch hebben ze allemaal een NGC nummer gekregen: NGC 1251, NGC 1312, NGC 3123, NGC 3229, NGC 4582, NGC 5200, NGC 5310, NGC 5404, NGC 7403.
Jacob Gerhard Lohse (1851-1941) had 3 sterrenstelsels ontdekt: NGC 2518, NGC 2565, en NGC 6792. Zijn vierde sterrenstelsel was reeds eerder ontdekt door William Herschel: NGC 4319 (of NGC 4345). Lohse had echter nog meer deepsky objecten ontdekt, doch, het bleken allemaal voorgrondsterren te zijn: NGC 793, NGC 1456, NGC 1655, NGC 1674, NGC 1675, NGC 2195, NGC 2412, NGC 2519, NGC 5884, NGC 6344, NGC 6353, NGC 6731, NGC 6767, NGC 7114.
Ook de Ierse astronoom Robert Stawell Ball (1840-1913) had meer voorgrondsterren dan eigenlijke deepsky objecten ontdekt: NGC 308, NGC 310, NGC 400, NGC 401, NGC 1742, NGC 2390, NGC 2391. Vier van de door hem ontdekte objecten zijn sterrenstelsels: NGC 397, NGC 3695, NGC 3700, NGC 5601.
De Amerikaanse astronoom Edward P. Austin (1843-1906) had drie deepsky objecten ontdekt. NGC 3315 is een sterrenstelsel, NGC 3097 en NGC 3317 zijn voorgrondsterren.
De Britse astronoom T. H. E. C. Espin (Thomas Henry Espinell Compton Espin, 1858-1934) had vijf open sterrenhopen, een planetaire nevel, en een emissienevel ontdekt. Hij had echter ook 11 telescopische asterismen ontdekt, bestaande uit... voorgrondsterren. Alle van de door Espin ontdekte deepsky objecten werden opgenomen in de Index Catalogue.
Johann Friedrich Julius Schmidt (1825-1884), de in zijn tijd meest gemotiveerde maancartograaf, had ook aandacht voor deepsky objecten. Ook hij had een aantal voorgrondsterren ontdekt: NGC 32, NGC 1378, NGC 4471, en NGC 5877. Toch ontdekte hij ook een aantal sterrenstelsels: NGC 1369, NGC 1381, NGC 1382, NGC 1386, NGC 1389, en NGC 1428, alsook het nevelcomplex nabij de ster R Coronae Australis: NGC 6726, NGC 6727, en NGC 6729 (R Coronae Australis nebula), en een open sterrenhoop: NGC 6519.

## 1 object
Deze lijst toont een verscheidenheid aan astronomen die elk slechts 1 deepsky object hadden ontdekt.
- Guillaume Le Gentil: het sterrenstelsel NGC 221 (Messier 32).
- Abd-al-Rahman Al Sufi: het sterrenstelsel NGC 224 (Messier 31), het Andromedastelsel.
- Amerigo Vespucci had het dwergsterrenstelsel NGC 292 ontdekt, echter, hij was slechts 1 van de vele ontdekkers van dit gemakkelijk waar te nemen object (de Kleine Magelhaense Wolk).
- Hipparchus: de voor het blote oog als 1 enkel nevelachtig object uitziende dubbele open sterrenhoop h + χ Persei (NGC 869 en NGC 884).
- Charles Sanders Peirce: het onbestaande object NGC 1170, of een gedeelte van de komeet 1869 III (de periodieke komeet 11P/Tempel).
- Georg Friedrich Wilhelm Rümker: de open sterrenhoop NGC 1724.
- John Bevis (1695-1771): de supernovarestant NGC 1952 (Messier 1), de Krabnevel.
- Nicolas-Claude Fabri de Peiresc: de gasnevel NGC 1976 (Messier 42), de Orionnevel.
- Jean-Jacques Dortous de Mairan: de gasnevel NGC 1982 (Messier 43), De Mairans nevel.
- Jean Chacornac: de ster NGC 1988.
- Karl Christian Bruhns (1830-1881): de gasnevel NGC 2175.
- John Flamsteed: de open sterrenhoop NGC 2244.
- Nils Christoffer Dunér: het sterrenstelsel NGC 2273.
- Aristoteles: de open sterrenhoop NGC 2287 (Messier 41).
- Giovanni Domenico Cassini: de open sterrenhoop NGC 2323 (Messier 50), de Hartvormige sterrenhoop.
- Aratus: de open sterrenhoop NGC 2632 (Messier 44), de Bijenkorf (ook Kribbe).
- Samuel Oppenheim (1857-1928): het sterrenstelsel NGC 2981.
- Edward P. Austin (1843-1906): het sterrenstelsel NGC 3315. Austin had nog twee andere deepsky objecten ontdekt, maar het waren slechts sterren: NGC 3097 en NGC 3317.
- Samuel Pierpont Langley: het sterrenstelsel NGC 3355.
- Francis Baily (1774-1844): het sterrenstelsel NGC 3457.
- (Reverend) William Hautenville Rambaut (1822-1893): het sterrenstelsel NGC 4110.
- Barnaba Oriani (1752-1832): het sterrenstelsel NGC 4303 (Messier 61), het Zwellende spiraalstelsel.
- Edward Pigott (1753-1825): het sterrenstelsel NGC 4826 (Messier 64), het Zwarte Oogstelsel.
- Charles Augustus Young: het sterrenstelsel NGC 6187.
- Claudius Ptolemaeus: de open sterrenhoop NGC 6475 (Messier 7), de Ptolemaeuscluster.
- Arthur Auwers: het sterrenstelsel NGC 6503.
- Theodor Brorsen (1819-1895): de bolvormige sterrenhoop NGC 6539.
- Niccolò Cacciatore / Nicolaus Venator (1770-1841) (de bedenker van de merkwaardige sternamen Sualocin en Rotanev in het sterrenbeeld Dolfijn): de bolvormige sterrenhoop NGC 6541.
- Johann Abraham Ihle (1627-1699): de bolvormige sterrenhoop NGC 6656 (Messier 22), de Grote Boogschutter sterrenhoop.
- Friedrich von Hahn (1742-1805) had de centrale ster in de planetaire nevel NGC 6720 ontdekt, beter bekend als Messier 57, de Ringnevel.
- Jérôme Eugène Coggia (1849-1919): het sterrenstelsel NGC 6951. Dit stelsel werd een jaar later onafhankelijk ontdekt door Lewis A. Swift.
- Mark Walrod Harrington (1848-1926): het sterrenstelsel NGC 7040.
- Joseph Baxendell (1815-1887): het onbestaande object NGC 7088 (Baxendell's niet-fotografeerbare nevel) (Baxendell's unphotographable nebula).
- Karl Ludwig Harding: de planetaire nevel NGC 7293, de Helixnevel.
- Horace Parnell Tuttle: het sterrenstelsel NGC 7581, dat reeds eerder was ontdekt door William Herschel en het catalogusnummer NGC 7541 kreeg.
- Asaph Hall: het sterrenstelsel NGC 7693.
- Kaspar Gottfried Schweizer (1816-1873): de dubbelster NGC 7804.

## Nog andere astronomen die elk meer dan 1 object hadden ontdekt en vervolgens aan de New General Catalogue of de Index Catalogue werden toegevoegd
Johann Elert Bode, George Phillips Bond, Sherburne Wesley Burnham, Alphonse Louis Nicolas Borrelly, Pietro Baracchi, Guillaume Bigourdan, Edward Emerson Barnard, Friedrich Andreas Markus Alexander Bidschof, Jean-Philippe de Chéseaux, Edward Joshua Cooper, Ralph Copeland, Andrew Ainslie Common, James Dunlop, Heinrich Ludwig d'Arrest, William Frederick Denning, Johan Dreyer, Gaspare Stanislao Ferrari, William Henry Finlay, Williamina Fleming, Royal Harwood Frost, Giovanni Battista Hodierna, Edmond Halley, Carl Ernst Albrecht Hartwig, William Herschel, Caroline Lucretia Herschel, John Frederick William Herschel, John Russell Hind, George "Jupiter" Washington Hough, Samuel Hunter (assistent van William Parsons, 3th Earl of Rosse), Edward Singleton Holden, Paul-Pierre Henry + Mathieu-Prosper Henry (Freres Henry), Herbert Alonzo Howe, Robert Thorburn Ayton Innes, Stephane Javelle, James Edward Keeler, Gottfried Kirch, Hermann Albert Kobold, Johann Gottfried Köhler, Nicolas-Louis de Lacaille, William Lassell, Francis Preserved Leavenworth, Joseph Lunt, Jean-Dominique Maraldi (Giovanni Domenico Maraldi), Albert Marth, Pierre Méchain, R. J. Mitchell, Frank Muller, Johann Palisa, N. M. Parrish, William Parsons (3th Earl of Rosse), Lawrence Parsons (4th Earl of Rosse), Carl Frederick Pechüle, Christian Heinrich Friedrich Peters, Edward Charles Pickering, Isaac Roberts, Truman Henry Safford (rekenwonder), Johann Friedrich Julius Schmidt (maancartograaf), Eduard Schonfeld, Herman Schultz, George Mary Searle, Friedrich Carl Arnold Schwassmann, Aaron Nichols Skinner, Rudolf Ferdinand Spitaler, Édouard Jean-Marie Stephan, Delisle Stewart, Ormond Stone, Bindon Blood Stoney, Johnstone Stoney, Friedrich Georg Wilhelm von Struve, Otto Wilhelm von Struve, Edward D. Swift, Lewis A. Swift, Ernst Wilhelm Leberecht Tempel, John Macom Thome / Juan M. Thome, David Peck Todd, Auguste Voigt, Joseph Winlock, Friedrich August Theodor Winnecke, Herbert Couper Wilson, Max Wolf.